# Great Yarmouth
Great Yarmouth, conocida popularmente como Yarmouth, es una ciudad y distrito no metropolitano del Reino Unido. La ciudad, capital del distrito homónimo, se encuentra emplazada en la desembocadura del río Yare, en la costa de Norfolk, en Inglaterra, a uno 32 kilómetros (19,9 mi) al este de Norwich. En 2001 contaba con una población de 68 317 habitantes.

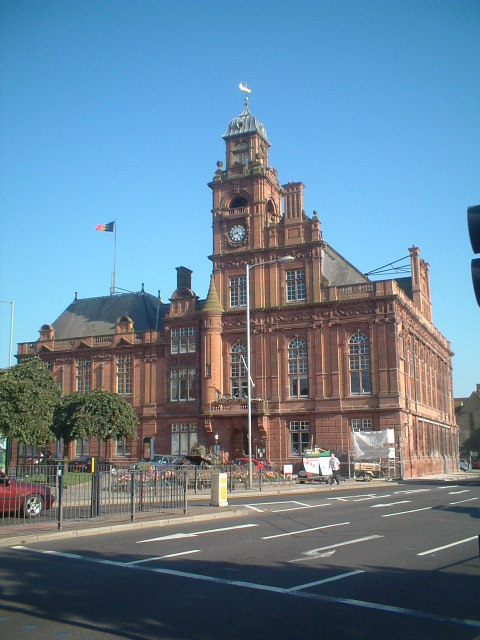
Ayuntamiento de Great Yarmouth
(inaugurado 1883; arquitecto: J.B. Pearce

Ha sido un destino turístico de playa desde 1760, y es el punto que comunica los Norfolk Broads con el mar. Durante cientos de años ha constituido también un importante puerto de pesca, centrado principalmente en el arenque, pero su industria pesquera sufrió un agudo declive durante la segunda mitad del siglo XX hasta finalmente desaparecer. El descubrimiento de petróleo en la década de 1960 en el mar del Norte dio lugar al surgimiento de la industria asociada al sector de suministros a las plataformas de extracción petrolíferas, y en la actualidad presta servicio a plataformas de gas natural.

## Toponimia
La ciudad toma su nombre del río Yare (Great= Gran, Yarmouth o Yare Mouth= boca del Yare) que as su vez devira del vocablo celta britónico para río que balbucea.